# Agnosia cromática
La agnosia cromática o agnosia al color es un trastorno en el reconocimiento inmediato de los colores, considerando que la percepción cromática visual es correcta. Puede determinarse a partir de identificación de colores, clasificación de piezas de color levemente diferentes, o asociaciones color-objeto.
En la agnosia al color se altera el reconocimiento de color en relación con los objetos.  Generalmente, este trastorno se presenta relacionado con la agnosia para ver objetos, y a menudo implica problemas relativos al campo visual.  
La agnosia cromática puede también asociarse a una dificultad específica para entender la significación de los colores en relación con los objetos, o compromiso de la representación mental del color, por lo regular a consecuencia de lesiones posteriores de la corteza visual.